# Хорнтаун (Оклахома)
Хорнтаун (енгл. Horntown) град је у америчкој савезној држави Оклахома.

## Демографија
По попису из 2010. године број становника је 97, што је 36 (59,0%) становника више него 2000. године.
| Група             | 2000.      | 2010.      |
| Белци             | 54 (88,5%) | 81 (83,5%) |
| Афроамериканци    | 0 (0,0%)   | 0 (0,0%)   |
| Азијати           | 0 (0,0%)   | 0 (0,0%)   |
| Хиспаноамериканци | 0 (0,0%)   | 7 (7,2%)   |
| Укупно            | 61         | 97         |